# Lone Wolf (chef Kiowa)
Pour les articles homonymes, voir Lone Wolf.
Lone Wolf (1843-1923) est un chef amérindien de la nation des Kiowas qui vivaient dans les plaines de l'ouest du Texas, de l'Oklahoma et de l'est du Nouveau-Mexique. Lone Wolf est reconnu pour ses qualités de guerrier, de chef, et pour avoir joué un rôle important pour la liberté de son peuple. 

## Biographie
Lone Wolf signifie « Loup solitaire » en anglais. Il était le fils d’Audlekoety (Big Black Hair) et de Paugei (Pursuing Them Along A River), et frère de Saudlekongeah (Black Turtle), Bolekonegeah (Black Goose, également connu sous le nom de Chaddlekaungy-ky), Hovekah (Jack Wolf) et Tanequoot (Spottedbird). Cette famille constitue une importante et influente famille kiowa de la partie occidentale de la réserve Kiowa-Comanche-Apache aux États-Unis. Lone Wolf a vécu avec ses disciples Kiowas dans la partie nord de la réserve près du mont Scott et des ruisseaux d'Elk et de Rainy Mountain.
Les agents indiens de la réserve appelaient Lone Wolf et ses guerriers « Les Implacables », en raison de leur forte opposition aux politiques gouvernementales. Ils se sont opposés au gouvernement à chaque fois et se sont battus pour garder leurs enfants hors des écoles gérés par le gouvernement des États-Unis et pour ne pas qu’ils deviennent des agriculteurs chrétiens. Lone Wolf et son groupe se sont particulièrement opposés au Dawes Act qui a été promulgué en 1887.

### Traité de Medicine Lodge Creek
En octobre 1867, près de 5 000 Amérindiens rassemblés près de Medicine Lodge Creek dans le sud du Kansas ont rencontré les dirigeants des États-Unis pour négocier le traité de Medicine Lodge. L’accord conclu entre les Kiowas et les Comanches d'une part et les États-Unis d'autre part établit la réserve KCA pour une cohabitation paisible des tribus amérindiennes. Les deux parties sont convenues d’arrêter toutes les guerres entre les deux et les États-Unis se sont accordés pour qu'il ne soit pas permis aux autres de passer sur, de s'installer, ou de résider sur le territoire décrit dans le traité. Les Kiowas et les Comanches ont en retour cédé la plupart de leurs terres aux États-Unis, réduisant la superficie de leurs terres d'environ 93 millions d'hectares à un peu plus de 2,9 millions d'acres. Le paiement aux Amérindiens pour leurs terres dura plus de 30 ans. L'article 12 du traité a déclaré qu’aucune autre terre ne pourrait être cédée sans les signatures des trois-quarts des Amérindiens adultes de sexe masculin occupant la réserve.

### Entente avec les Comanches
À l'automne 1872, Lone Wolf fut choisi par sa tribu comme délégué pour accompagner le commissaire spécial Henry Alford à Washington pour une conférence de paix. À ce moment, le chef profita de son influence pour obtenir la sortie de prison de Satanta et de Big Tree l'année suivante. Les espoirs de paix furent anéantis, quand Tau-ankia et son cousin Guitan furent tués le 10 décembre 1873, par les soldats de la 4e Unité de Cavalerie des États-Unis, près de Kickapoo Springs dans le comté Edwards, alors qu'ils revenaient d'un raid au Mexique. En mai 1874, Lone Wolf triste par la mort de son fils favori, conduisit un groupe de guerriers à Kickapoo pour rechercher les corps de Tau-ankia et de Guitan et les ramener pour les enterrer en terre kiowa. 
Ce groupe, qui échappa avec succès aux patrouilles de l'armée, fut probablement la bande d'Indiens non identifiés qui dévalisèrent le campement de la 9e Cavalerie à Johnston Station au nord de Concho River et prirent 23 chevaux de la cavalerie. Ces montures permirent à Lone Wolf d'échapper aux soldats. Il enterra les restes de son fils et de son neveu sur une colline rocheuse du comté de Mitchell. La colline et la crique sont maintenant connues sous le nom de Lone Wolf Mountain et Lone Wolf Creek.

### Commission Jerome
La Commission Jerome était l'une des quinze commissions de travail tout au long de Indian Country à attribuer les terres indiennes et à ouvrir la dernière partie des États-Unis aux colons blancs. La Commission Jerome est venu à la Kiowa, Comanche, plaines Apache (communément appelé le KCA) en 1892 pour obtenir l'approbation indien pour changer les assurances du traité de Medicine Lodge et pour avoir le consentement des Amérindiens à l'ouverture de la réserve à des colons blancs. Les Amérindiens de la réserve KCA ont attribué l’unanimité opposés ainsi que d'autres droits de chemin de fer à chemin à travers leurs terres ; ils voulaient que leurs terres soient laissées comme elles étaient. 
La commission a travaillé à convaincre les tribus KCA qu'ils n'avaient besoin que de 500 000 hectares de terres pour soutenir leurs besoins et les 2,6 millions d'autres hectares devraient être ouverts à la vente. David Jerome les a assurés que la vie sur les nouvelles attributions ne serait pas différente de leur vie actuelle sur la réserve. Lone Wolf a participé aux deux premiers jours de réunions pour entendre ce que les commissaires avaient à dire et ont répondu aux Kiowas le 28 septembre. Lone Wolf et les membres des tribus KCA croyaient que les signatures nécessaires n'avaient pas été respectées et que bon nombre des signatures recueillies ont été falsifiés.